# Даґ Берк (ватерполіст)
Даґ Берк (англ. Doug Burke, 30 березня 1957) — американський ватерполіст.
Срібний призер Олімпійських Ігор 1984 року.